# Ebolavirus Reston
Ebolavirusul Reston sau virusul Reston (abreviat RESTV, REBOV) este o specie de virusuri ARN ce aparține genului Ebolavirus, familia filoviride care provoacă o boală mortală, febra hemoragică Ebola, la maimuțele macac (Macaca fascicularis) și porcii domestici. Este nepatogen pentru oameni. 
Virusul Reston a fost descris pentru prima dată în 1989 ca o nouă "tulpina" a virusului Ebola, la maimuțele macac (Macaca fascicularis) importate din Filipine în orașul Reston, Virginia, Statele Unite ale Americii, de unde și numele de virus Reston.

## Istoric
Maimuțele macac (Macaca fascicularis) au dezvoltat în 1989 o boală mortală de tip hemoragic în timpul șederii lor în carantină într-un laborator din orașul Reston. Același virus a fost găsit și la alte maimuțe macac bolnave în laboratoarele situate în Austin (Texas, Statele Unite ale Americii), Siena (Italia) și Filipine. Cu toate că nici un caz clinic la om nu a fost înregistrat, mai mulți îngrijitori de animale au dezvoltat IgG specifice pentru specia Reston. În fine, specia Reston a fost din nou identificat în 2009 în Filipine în timpul unei epidemii de sindrom respirator care a afectat porcii domestici în mai multe ferme.

## Cronologia epidemiilor cu virusul Reston
| Anul           | Țara     | Specia de virus Ebola | Numărul raportat de cazuri umane | Numărul raportat de decese umane în rândul cazurilor | Mortalitatea umană (%) | Observații |
| -------------- | -------- | --------------------- | -------------------------------- | ---------------------------------------------------- | ---------------------- | --- |
| 1989           | SUA      | Ebolavirusul Reston   | 0                                | 0                                                    | 0                      | Virusul Ebola Reston a fost identificat la maimuțele importate din Filipine și au fost luate măsuri de carantină a lor în Virginia și Pennsylvania.                                                                                    |
| 1990           | SUA      | Ebolavirusul Reston   | 4 (asimptomatic)                 | 0                                                    | 0                      | Virusul Ebola Reston a fost identificat din nou la maimuțele importate din Filipine și au fost luate măsuri de carantină în Virginia și Texas. La 4 oameni au apărut anticorpi, dar ei nu s-au îmbolnăvit.                             |
| 1989-1990      | Filipine | Ebolavirusul Reston   | 3 (asimptomatic)                 | 0                                                    | 0                      | Mortalitate ridicată în rândul macacilor cynomolgus în unitățile de export a primatelor pentru SUA. La 3 muncitori din aceste unități au apărut anticorpi, dar ei nu s-au îmbolnăvit.                                                  |
| 1992           | Italia   | Ebolavirusul Reston   | 0                                | 0                                                    | 0                      | Virusul Ebola Reston a fost identificat în Siena la maimuțele importate din aceleași unități de export din Filipine, care au fost implicate în episoadele din Statele Unite și a fost instituită carantina . Oamenii nu s-au infectat. |
| 1996           | SUA      | Ebolavirusul Reston   | 0                                | 0                                                    | 0                      | Virusul Ebola Reston a fost introdus într-o unitate de carantină din Texas de maimuțele importate din Filipine. Nu au fost identificate infecții umane.                                                                                |
| 1996           | Filipine | Ebolavirusul Reston   | 0                                | 0                                                    | 0                      | Virusul Ebola Reston a fost identificat într-o unitate de export a maimuțelor în Filipine. Nu au fost identificate infecții umane. |
| Noiembrie 2008 | Filipine | Ebolavirusul Reston   | 6 (asimptomatic)                 | 0                                                    | 0                      | Prima apariție cunoscută a virusului Ebola Reston la porci. Tulpina era foarte asemănătoare cu tulpinile anterioare. Șase muncitori de la ferma de porci și de la abator au dezvoltat anticorpi, dar nu s-au îmbolnăvit.               |